# Celična adhezijska molekula
Celične adhezijske molekule (CAM) so skupina beljakovin celične površine, ki skrbijo za medsebojno povezovanje (adhezijo) sosednjih celic in celic z zunajceličnim matriksom (medceličnino). Delujejo kot gradniki privlaka med celicami in okolico, hkrati pa sodelujejo v različnih tipih medceličnih stikov, kjer se vežejo s citoskeletnimi elementi (najpogosteje intermediarnimi filamenti in mikrofilamenti). Celična adhezija ima bistven pomen pri nastajanju tkiv in ohranjanju njihove strukture ter funkcije. Pri popolnoma razvitih živalih so te makromolekule pomembne tudi za omogočanje gibanja in normalnega delovanja vseh organov ter organskih sistemov. Poleg tega je adhezija ključna pri celični rasti, kontaktni inhibiciji in apoptozi. Vsakršne odklonskosti celičnih adhezij so lahko znak različnih patoloških pojavov, vse od nastajanja rakavih celic pa do ozeblin.

## Struktura in povezave
Celične adhezijske molekule so običajno transmembranski receptorji, ki celično membrano prečijo enkrat, in so sestavljeni iz treh različnih domen: intracelularne (znotrajcelične) domene, ki se stika s citoskeletnimi elementi, transmembranske domene (nahajajoče se v celični membrani) in ekstracelularne (zunajcelične) domene, s katero se vežejo na različne molekule zunaj celice. Povezujejo se lahko na več možnih načinov. Nekatere tvorijo zgolj homofilne povezave, pri katerih se vežejo istovrstne celične adhezijske molekule. Nasprotno se različne CAM medsebojno povezujejo s heterofilnimi povezavami. Mogoč je tudi način, pri katerem dve celični adhezijski molekuli nista v neposrednem stiku, ampak ju veže neka druga molekula, ligand.

## Družine CAM
Največkrat se med celičnimi adhezijskimi molekulami prepoznava štiri velike družine: kadherine, integrine, superdružino imunoglobulinom sorodnih molekul (IgSF) in selektine, ki vsebujejo lektinske podenote. Po nekaterih klasifikacijah med celične adhezijske molekule spadajo tudi proteoglikani. Del strokovnjakov CAM deli na od kalcija odvisne in od kalcija neodvisne celične adhezijske molekule. Od kalcije neodvisne CAM so integrini in imunoglobulini, medtem ko kadherine in selektine uvrščamo k od kalcija odvisnim adhezijskim molekulam. Dodatni dejavnik razvrščanja je tudi vloga teh molekul v medceličnih stikih, saj le integrini sodelujejo pri vzpostavljanju povezav med celicami in zunajceličnim matriksom. Druge skupine gradijo vezi med sosednjimi celicami.

### Od kalcija neodvisne

#### Integrini
Integrini spadajo v široko družino (tudi superdružino) integralnih membranskih beljakovin (takšnih, ki so vgrajene v lipidni dvosloj) in so funkcionalno receptorske beljakovine, ki gradijo stike med celicami in molekulami zunajceličnega matriksa, pri čemer se vežejo s kolagenom, fibrinogenom, fibronektinom in vitronektinom. Njihova vloga je še posebej vidna pri apoptozi, celični diferenciaciji in prepisovanju (transkripciji) molekule DNK. Integrini so heterodimerni, ker so zgrajeni iz dveh različnih podenot, alfa in beta verige. Trenutno je znanih 18 alfa podenot in 8 beta podenot, ki se med seboj združujejo v 24 različnih kombinacij ter tako tvorijo integrine. Vsaka podenota sestoji iz velike zunajcelične domene (na katero se lahko veže ligand), transmembranske domene in kratke citoplazemske domene.
Integrini svoje delovanje nadzirajo s pomočjo spreminjanja strukture, kar je denimo vidno pri koagulaciji krvi, ko agonist, kot je na primer trombin, povzroči konformacijsko spremembo integrina, kar povzroči povečano raven vezave fibrinogena in posledično zbiranje (agregacijo) krvnih ploščic (trombocitov) ter tvorbo strdkov. Integrini so udeleženi tudi v metastaziranje (zasevanje) rakavih celic in celjenje ran.

#### Superdružina imunoglobulinom sorodnih molekul (IgSF)
V angleški literaturi za to široko skupino pogosto uporabljajo kratico IgSF CAMs (iz angleškega izraza immunoglobulin superfamily cell adhesion molecules). Celične adhezijske molekule iz superdružine imunoglobulinov veljajo za najbolj raznoliko družino CAM molekul. So skupina integralnih membranskih beljakovin, ki jih sestavlja vsaj ena peptidna domena (pogosto so te prisotne v večjem številu). Ta superdružina je udeležena tako v homofilne (istovrstne) kot tudi heterofilne (raznovrstne) povezave med molekulami in se velikokrat veže z integrini.
Ločimo medcelične adhezijske molekule oziroma I-CAM (angleško intercelular cell adhesion molecules), ki so gradniki povezav med limfociti in drugi celicami, ter živčne ali nevralne celične adhezijske molekule oziroma N-CAM (angleško nevral cell adhesion molecules), ki sestavljajo povezave med celicami drugih organskih sistemov (na primer med embrionalnimi živčnimi in mišičnimi celicami). Med beljakovine iz superdružine imunoglobulinom sorodnih molekul uvrščamo tudi nektine, ki so sestavni elementi medceličnih stikov celic epitelijev.

### Od kalcija odvisne

#### Kadherini
Kadherini so od kalcije odvisne celične adhezijske molekule, ki se med seboj povezujejo s homofilnimi vezmi. So glikoproteini, zgrajeni iz treh večjih enot: štiridelne zunajcelične domene, transmembranskega dela in krajše citoplazemske enote.
Delimo jih na dve večji skupini, ki se med seboj razlikujeta v mestu izražanja. Med klasične kadherine, ki imajo sorodno kemijsko zgradbo, spadajo epitelijski (E-kadherini), placentalni (P-kadherini) in živčni ali nevralni (N-kadherini). Neklasični kadherini imajo manj sorodno kemijsko zgradbo; v to skupino uvrščamo dezmokoline, dezmogleine in protokadherine. Klasični kadherini so pogosto del medceličnih stikov, kjer se preko povezovalnih beljakovin kateninov vežejo z mikrofilamenti. Pomembni so denimo pri embrionalnem razvoju vretenčarjev (na primer pri nastajanju kličnih listov; mezoderma, endoderma in ektoderma), poleg tega so udeleženi v razvoj živčnega sistema. Hkrati so nujni za povezovanje celic v tkiva, celjenje ran in pojav rakavih celic. V mnogih celičnih tipih se sočasno pojavljajo različni tipi kadherinov.

#### Selektini
Glavni članek: Selektin
Selektini so družina celičnih adhezijskih molekul, ki se povezujejo s pomočjo heterofilnih vezi. So integralni membranski glikoproteini, ki jih gradijo tri različne domene: kratka citoplazemska, transmembranska enota in razmeroma velik zunajcelični del molekule. Med bolj poznane selektine spadajo denimo E-selektin (endotelijski selektin), L-selektin (selektin levkocitov) in P-selektin (selektin krvnih ploščic in endotelijev). Pogosto se na selektine vežejo tudi razni ligandi, kot je glikoprotein ligand-1 (krajšava PSGL-1), ki se pojavlja na površini levkocitov. Poleg opravljanja številnih drugih nalog so selektini nujni za delovanje imunskega sistema, kjer v večji meri pomagajo pri delovanju levkocitov (udeleženi so denimo v vnetne odgovore).